# Auboranges

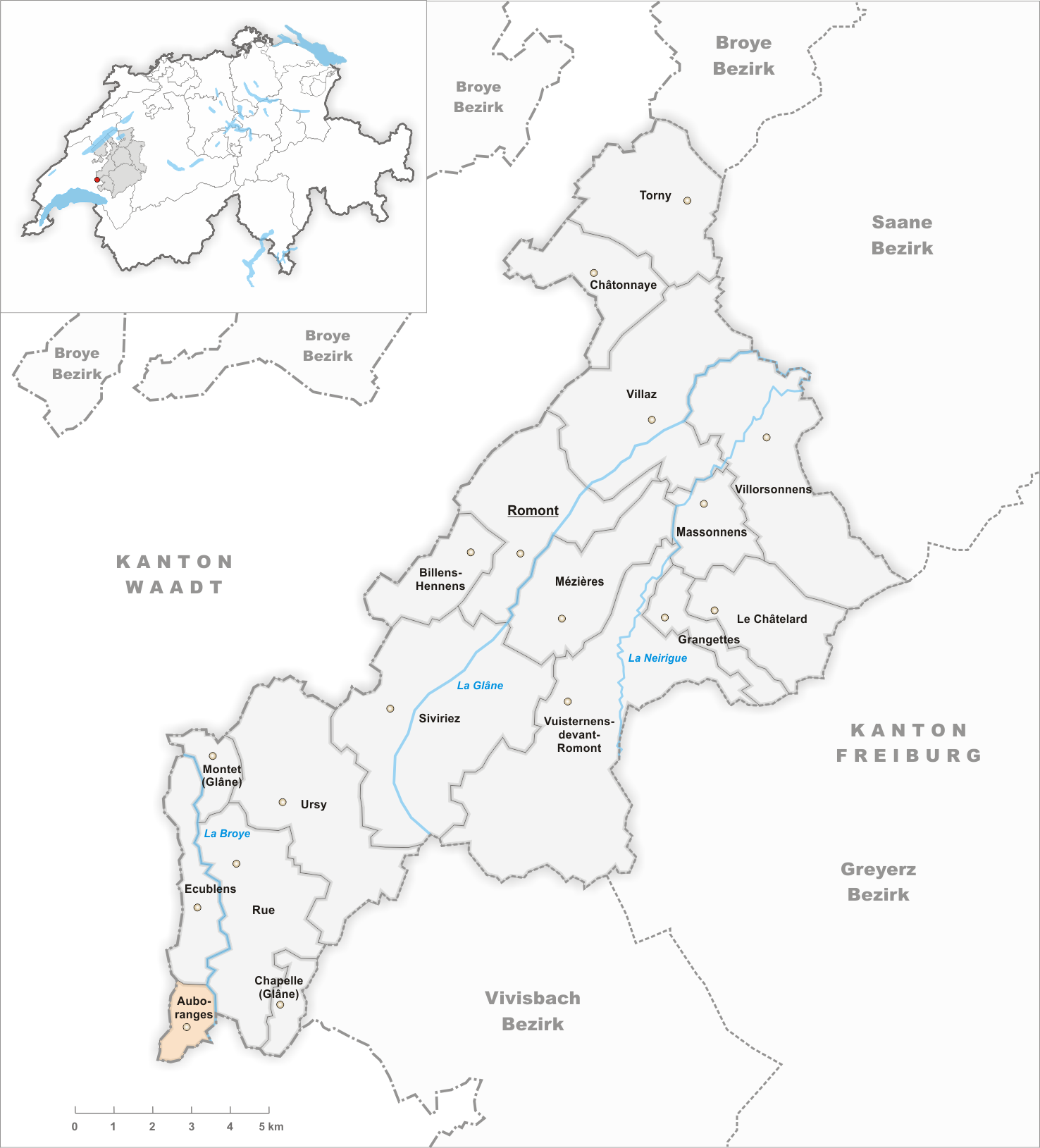
Gemeindestand vor der Fusion am 1. Januar 2025

Auboranges (Freiburger Patois Ouborindzeⓘ) ist ein Ort in der Gemeinde Rue im Distrikt Glâne des Kantons Freiburg in der Schweiz. Am 1. Januar 2025 fusionierte die ehemalige Gemeinde mit Rue.

## Geographie
Auboranges liegt auf 650 m ü. M., 15 km südwestlich des Bezirkshauptortes Romont und 10 km südlich von Moudon (Luftlinie). Die Streusiedlungsgemeinde erstreckt sich am westlichen Talhang der Broye, im Südwesten des Freiburger Mittellandes.
Die Fläche des 1,9 km² grossen ehemaligen Gemeindegebiets umfasst einen Abschnitt am Oberlauf der Broye. Der Gemeindeboden erstreckt sich vom Flusslauf der Broye westwärts über die hier breite Talniederung und auf die angrenzende Molassehöhe, auf der mit 721 m ü. M. bei der Flur La Montagne der höchste Punkt von Auboranges erreicht wird. Die westliche Grenze verläuft entlang des Parimbot (linker Seitenbach der Broye). Im Norden reicht das Gebiet in den Wald Les Côtes. Von der Gemeindefläche entfielen 1997 8 % auf Siedlungen, 9 % auf Wald und Gehölze und 83 % auf Landwirtschaft.
Zu Auboranges gehören mehrere Einzelhöfe. Nachbargemeinden von Auboranges waren Ecublens und Rue im Kanton Freiburg sowie Oron, Servion und Jorat-Mézières im Kanton Waadt.

## Bevölkerung
Mit 286 Einwohnern (Stand 31. Dezember 2023) gehörte Auboranges zu den kleinen Gemeinden des Kantons Freiburg. Von den Bewohnern sind 94,4 % französischsprachig, 2,2 % deutschsprachig und 1,1 % sprechen Tschechisch (Stand 2000). Die Bevölkerungszahl von Auboranges belief sich 1850 auf 137 Einwohner, 1910 auf 183 Einwohner. Nach einem Höchststand um 1930 (193 Einwohner) nahm die Bevölkerung durch starke Abwanderung bis 1970 um fast 40 % auf 121 Personen ab. Seither wurde wieder eine deutliche Bevölkerungszunahme verzeichnet.
Einwohnerzahlen: Volkszählungsdaten

## Wirtschaft
Auboranges war bis in die zweite Hälfte des 20. Jahrhunderts ein vorwiegend durch die Landwirtschaft geprägtes Dorf. Noch heute haben die Viehzucht und die Milchwirtschaft sowie in geringerem Mass der Ackerbau einen wichtigen Stellenwert in der Erwerbsstruktur der Bevölkerung. Weitere Arbeitsplätze sind im lokalen Kleingewerbe und im Dienstleistungssektor vorhanden. In den letzten Jahrzehnten hat sich das Dorf zu einer Wohngemeinde entwickelt. Zahlreiche Erwerbstätige sind deshalb Wegpendler, die in den Regionen Oron oder Lausanne arbeiten.

## Verkehr
Die Gemeinde liegt abseits der grösseren Durchgangsstrassen an einer Verbindungsstrasse von Oron-la-Ville nach Mézières. Auboranges besitzt keine Anbindung an das Netz des öffentlichen Verkehrs.

## Geschichte
Die erste urkundliche Erwähnung des Ortes erfolgte 1155 unter dem Namen Alburengens. Später erschienen die Bezeichnungen Arborenges (1175), Alborengis (1190), Alborenges (1215), Arboreinges (1238), Alburenges, Auborenges (1273), Aulbrenges (1638), Auborange (1668) und Borenges (1762). Der Ortsname geht auf den burgundischen Personennamen Albwar zurück und bedeutet bei den Leuten des Albwar.
Auboranges gehörte seit dem Mittelalter den Grafen von Savoyen. Das Dorf kam 1317 durch einen Austausch an die Abtei Saint-Maurice, während im Gegenzug Vuadens an die Savoyer ging. 1536 kam Auboranges unter die Herrschaft von Freiburg und wurde der Vogtei Rue zugeteilt. Nach dem Zusammenbruch des Ancien Régime (1798) gehörte das Dorf während der Helvetik und der anschliessenden Zeit zum Bezirk Rue und wurde 1848 in den Bezirk Glâne eingegliedert. Das Dorf besitzt keine eigene Kirche. Es gehörte vor der Reformation zur Pfarrei Châtillens, seither zu jener von Promasens.